# Twin Hills
Twin Hills é uma Região censo-designada localizada no estado americano de Alasca, no Dillingham Census Area.

## Demografia
Segundo o censo americano de 2000, a sua população era de 69 habitantes.

## Geografia
De acordo com o United States Census Bureau, a localidade tem uma área de 57,2 km², dos quais 56,6 km² cobertos por terra e 0,6 km² cobertos por água.

## Localidades na vizinhança
O diagrama seguinte representa as localidades num raio de 88 km ao redor de Twin Hills.